# ツイステッド
『ツイステッド』（原題: Twisted）は、2004年のアメリカ合衆国・ドイツ合作の犯罪ミステリ映画。
猟奇連続殺人事件に巻き込まれ混乱していく女性捜査官の姿をサスペンスフルに描く。

## ストーリー
サンフランシスコ市警殺人課で初の女性捜査官となったジェシカ・シェパード。父親代わりのミルズ本部長にも優しく見守られ順調なスタートを切った彼女だったが、幼児期のトラウマや過剰なストレス、そして都会の孤独が酒の量を増やし、しばしば行きずりの男との一夜限りの関係を持ってしまうのだった。そんな中、続けざまに2件の殺人事件が発生する。被害者はいずれもジェシカが寝た男だった。そしてジェシカには事件の夜の記憶がない。次第に同僚やミルズ本部長までもが彼女に疑いの目を向ける。いつしかジェシカ自身も自分の無実を確信できなくなるのだった。

## キャスト
※括弧内は日本語吹替
- ジェシカ・シェパード - アシュレイ・ジャッド（唐沢潤）

女性捜査官。複雑な事情で両親を亡くしている。
- ジョン・ミルズ - サミュエル・L・ジャクソン（大塚明夫）

市警本部長。
- マイク・デルマルコ - アンディ・ガルシア（家中宏）

ジェシカの相棒。
- トン - ラッセル・ウォン（大滝寛）

警部補。
- リサ - カムリン・マンハイム（小宮和枝）

鑑識官。
- ジミー・シュミット - マーク・ペルグリノ（村治学）

ジェシカと関係を持った男。
- レイ・ポーター - D・W・モフェット（高宮俊介）

弁護士。
- エドマンド・カトラー - リーランド・オーサー（岩崎ひろし）

容疑者。ジェシカのおとり捜査により逮捕された。
- フランク - デヴィッド・ストラザーン（牛山茂）

医師。